# The Video Collection
The Video Collection é o primeiro álbum de vídeo da cantora americana Anastacia, lançado em 2002. Este DVD é uma compilação de 10 vídeos musicais e vídeos bônus.

## Faixas
Vídeos musicais:
1. "I'm Outta Love"
2. "Not That Kind"
3. "Cowboys & Kisses"
4. "Made for Lovin' You"
5. "Paid My Dues"
6. "One Day in Your Life" (Versão Americana)
7. "One Day in Your Life" (Versão Internacional)
8. "Boom"
9. "Why'd You Lie to Me"
10. "You'll Never Be Alone"

### Bônus do DVD
Making of dos vídeos
1. "One day in your life"
2. "Boom"
3. "Why'd You Lie to Me"
4. "You'll Never Be Alone"

Vídeos remix
1. "Not That Kind" (Hex Hector Radio Edit)
2. "I'm Outta Love" (Kerri Chandler Mix)

Bônus especial
- Biografia
- Galeria de fotos
- Especial: Who is Anastacia?